# Сент-Ондра
Сент-Ондра́ (фр. Saint-Ondras) — коммуна во Франции, находится в регионе Рона — Альпы. Департамент коммуны — Изер. Входит в состав кантона Вирьё. Округ коммуны — Ла-Тур-дю-Пен.
Код INSEE коммуны — 38434. Население коммуны на 1999 год составляло 496 человек. Населённый пункт находится на высоте от 361 до 626 метров над уровнем моря. Муниципалитет расположен на расстоянии около 450 км юго-восточнее Парижа, 65 км юго-восточнее Лиона, 40 км севернее Гренобля. Мэр коммуны — M. Christian Vieux-Melchior, мандат действует на протяжении 2001—2008 гг.
Динамика населения (INSEE):